# Catherine Ferri
Ne doit pas être confondu avec Catherine Ferry ou Karine Ferri.
Catherine Ferri est une actrice française.

## Biographie
Après un travail de mime à l'Opéra Bastille (La Nuit avant le jour, spectacle inaugural de Bob Wilson, La Dame de pique, mise en scène d'Andrei Konchalovsky), elle s'engage dans la commedia dell'arte avec Luis Jaime-Cortez, puis avec Franck Berthier et l'Ankinéa Théâtre où elle joue Shaskespeare, Goldoni, Tchekhov, Borchert, Genet, Melquiot…
Elle assure la direction d'acteurs de Lucrèce Borgia de Victor Hugo (mis en scène Frédérick Muhl) à Aix-en-Provence puis au festival d'Avignon. Elle travaille aussi entre autres avec Micha Mokeïev (L'Orage d'Ostrovski), Nathalie Conio (Sans voix d'Estelle Lepine). Elle participe à la création des Silènes de Grabbe dans la traduction d'Alfred Jarry, avec le Collège de Pataphysique.
Catherine Ferri chante également : plusieurs enregistrements, un tour de chant et générique de série télévisée pour la jeunesse.

## Filmographie
- 1983 : Les tilleuls de Lautenbach (téléfilm) : Anita
- 2003 : Mady m'a dit (série télévisée) : Bertrand (épisode Mady aime l'écologie)
- 2006 : Préjudices (série télévisée) : France Bonal